# Défaut d'adhérence des leucocytes chez les bovins
Le défaut d'adhérence des leucocytes chez les bovins, de l'anglais bovine leucocyte adhesion deficiency (BLAD), est une maladie héréditaire que l'on rencontre chez les bovins.
La maladie est apparue à la fin des années 1970 aux États-Unis dans la descendance du taureau Prim'Holstein Ivanhoe, utilisé largement par le biais de l'insémination artificielle. Divers cas ont par la suite été recensés en Europe, en Océanie et en Asie. Les animaux atteints sont immunodéprimés et souffrent d'infections diverses. La mort survient après seulement quelques semaines.